# Germaine Djuidje Kenmoe
Germaine Djuidje Kenmoe, née en 1973 est une physicienne camerounaise et auteure de plusieurs articles scientifiques.

## Biographie
Germaine Djuidje Kenmoe, née en 1973, est titulaire d'un doctorat en physique obtenu à l'université de Yaoundé I.
Elle participe à plusieurs conférences internationales telles que le forum international de nanotribologie tenu à Kerala en Inde en 2014, la conférence sur le frottement et la dissipation d'énergie dans les systèmes artificiels et biologiques tenue au centre international de physiques théoriques en Italie en 2013 et la conférence d'école sur les problèmes à grande échelle en apprentissage automatique et sur les concepts communs en apprentissage automatique en physique statistique en 2012 toujours à l'ICTP d'Italie. Au cours de ces conférences, elle présente ses travaux aux côtés de Janice Anta Zebaze, Azanzi Jiomekong et Innocent Souopgui,.
Lors de la conférence internationale sur l'énergie en 2021, elle présente en compagnie de Nico Mngoh Nshiom et Claude Vidal Aloyem Kaze, leurs travaux sur la conception d'équipement pour l'approvisionnement en énergie solaire à usage domestique.
En coécriture avec plusieurs physiciens, elle rédige des articles sur différentes thématiques dans plusieurs revues scientifiques comme Physics of Fluid, Francklin Open, Fluctuation and Noise Letters, The European Physical Journal Plus, Modern Mechanical Engineering,.
Grâce à ses travaux en la mécanique et sur l’étude des processus de frottement et d’usure au niveau moléculaire en 2018, elle reçoit au même titre que Hasibun Naher du Bangladesh, Silvia González Pérez de l'Équateur, Dawn Iona Fox de la Guyane et Witri Wahyu Lestari de l'Indonésie le prix de la fondation Elsevier en partenariat avec l'Organisation des femmes scientifiques du monde en développement (OWSD) qui est un programme de l'UNESCO dont elle est membre,,.

## Prix et récompenses
2018 : prix de la Fondation Elsevier pour les jeunes femmes scientifiques dans les pays en développement, pour l'étude sur la mécanique et l’étude des processus de frottement et d’usure au niveau moléculaire par l'Organisation pour les femmes et la science pour le monde en développement (OWSD),,,. 

## Publications

### Conférences
- (en) Janice Anta Zebaze, Azanzi Jiomekong, Innocent Souopgui et Germaine Djuidje Kenmoe, « Bearing Power Loss Predictions in Wind Turbine Gearbox: An Approach Based on LLMs », Proceedings of the Eighteenth ACM International Conference on Web Search and Data Mining, Association for Computing Machinery, wSDM '25,‎ 10 mars 2025, p. 1080–1083 (ISBN 979-8-4007-1329-3, DOI 10.1145/3701551.3707419, lire en ligne, consulté le 29 mars 2025).
- (en) Nico Mngoh Nshiom, Claude Vidal Aloyem Kaze et Germaine Djuidje Kenmoe, « Design and realization of an efficient pay as you go solar module equipped with online maintenance for the energy supply of a dwelling », E3S Web of Conferences, vol. 354,‎ 2022, p. 02009 (ISSN 2267-1242, DOI 10.1051/e3sconf/202235402009, lire en ligne, consulté le 25 mars 2025).

### Articles
- Transport and diffusion of active Brownian particles in symmetric corrugated deformable geometries: Inertial effects and rectification power, Donfack Tsagni, Germaine Djuidje Kenmoe, Physics of Fluid, mars 2025
- Hyperchaos on the dynamics of memristive Tabu learning neuron model under influence of electromagnetic radiation: Application in biomedical data privacy, Bertrand Frederick Boui a Boya, Jacques Kengne, Arnaud Nanfak, Babenko Lyudmila Klimentyevna, Germaine Djuidje Kenmoe,  Francklin Open, décembre 2024
- Sosthene Tsamene Tanekou, Jacques Kengne et Germaine Djuidje Kenmoe, « Multistable dynamics and chaos in a system consisting of an inertial neuron coupled to a van der Pol oscillator », Physica Scripta, vol. 99, no 12,‎ 1er décembre 2024, p. 125236 (ISSN 0031-8949 et 1402-4896, DOI 10.1088/1402-4896/ad8d3c, lire en ligne).
- Numerical and Analytical Transport of Brownian Particles in Corrugated Deformable Channels: Current Fluctuations and Rectification Efficiency, Donfack Tsagni, Fopossi Mbemmo, Germaine Djuidje Kenmoe, Fluctuation and Noise Letters, août 2024
- (en) M. Djolieu Funaye et Germaine Djuidjé Kenmoé, « Vibrational resonance in an asymmetric system modeled by an electronic circuit: Effect of the buffers », Chaos: An Interdisciplinary Journal of Nonlinear Science, vol. 34, no 7,‎ 12 juillet 2024, p. 073131 (ISSN 1054-1500, DOI 10.1063/5.0205268, lire en ligne, consulté le 31 mars 2025).
- (en) Sosthene Tsamene Tanekou, Janarthanan Ramadoss, Jacques Kengne et Germaine Djuidje Kenmoe, « Coexistence of Periodic, Chaotic and Hyperchaotic Attractors in a System Consisting of a Duffing Oscillator Coupled to a van der Pol Oscillator », International Journal of Bifurcation and Chaos, vol. 33, no 02,‎ février 2023, p. 2330004 (ISSN 0218-1274, DOI 10.1142/S0218127423300045, lire en ligne, consulté le 29 mars 2025).
- Servet Kamdem Tchiedjo, Germaine Djuidje Kenmoe et Jacques Kengne, « On the dynamics of a new memristive diode emulator-based Chua’s circuit », Physica Scripta, vol. 98, no 10,‎ 1er octobre 2023, p. 105209 (ISSN 0031-8949 et 1402-4896, DOI 10.1088/1402-4896/acf003, lire en ligne).
- Influence of the noise strength in a novel tristate electronic circuit and its microcontroller-based experimental powered by multifrequency signals, The European Physical Journal Plus, Juillet 2023
- Multistability Emergence, Dynamical Analysis and the Stochastic D-Bifurcation Through the Tristate Electronic Circuit and its Microcontroller-Based Experimental, Germaine Djuidje Kenmoe, Medine Djioleu Funaye, Servet Kamdem Tchiedjo, Francklin Fondjo Fotou, janvier 2023
- (en) Hervice Roméo Fogno Fotso, « Optimal Input Variables Disposition of Artificial Neural Networks Models for Enhancing Time Series Forecasting Accuracy », Applied Artificial Intelligence, vol. 34, no 11,‎ 18 septembre 2020, p. 792–815 (ISSN 0883-9514, DOI 10.1080/08839514.2020.1782003, lire en ligne, consulté le 29 mars 2025).
- (en) Paul Ndy Von Kluge, Djuidjé Kenmoé Germaine et Kofané Timoléon Crépin, « Dry Friction with Various Frictions Laws: From Wave Modulated Orbit to Stick-Slip Modulated », Modern Mechanical Engineering, vol. 05, no 02,‎ 2015, p. 28–40 (ISSN 2164-0165 et 2164-0181, DOI 10.4236/mme.2015.52004, lire en ligne, consulté le 31 mars 2025).